# Ranitomeya cyanovittata
Ranitomeya cyanovittata es una especie de anfibio anuro de la familia Dendrobatidae.

## Distribución geográfica
Esta especie es endémica de la provincia de Requena en la región de Loreto, Perú. Se encuentra en la cuenca del río Blanco entre los 200 y 300 m sobre el nivel del mar en la Sierra del Divisor.

## Descripción
Ranitomeya cyanovittata mide de 13 a 17 mm.

## Etimología
El nombre de la especie, del latín cyano, que significa "azul" y de vittatus, que significa "estriado", se le dio en referencia a su librea.

## Publicación original
- Perez-Peña, Chávez, Twomey & Brown, 2010: Two new species of Ranitomeya (Anura: Dendrobatidae) from eastern Amazonian Peru. Zootaxa, n.º 2439, p. 1-23.[2]